# 达娜·沃尔默
达娜·沃尔默（英語：Dana Vollmer，1987年11月13日—），生于纽约州锡拉丘兹，美国女子游泳运动员。曾参加2004年、2012年和2016年三届奥运，共收获5枚金牌、1枚银牌和1枚铜牌。